# سرايا المختار
سرايا المختار وتعرف أيضا بـ سرايا المقاومة في البحرين وهو تنظيم شيعي بحراني معارض تأسس في أواخر العام 2011 بعد اندلاع الاحتجاجات البحرينية، مصنف بتنظيم إرهابي في السعودية والإمارات والبحرين ومصر، يعتمد اسلوب حرب العصابات ضد الحكومة البحرينية هدفه اسقاط النظام في البحرين، تم الإعلان عن أول عملية في عام 2013 والتي تمت بقاذف أسهم.

## العمليات
قامت سرايا المختار بعدة عمليات ضد نظام الحكم في البحرين أبرزها عملية «عباس الشيخ وجعفر الدرازي» التي تمت عبر تفجير عبوة «صياد1» وقتل فيها رجل الأمن محمود فريد، وقد قامت سرايا المختار ببث العديد من عملياتها على موقع اليوتيوب.
تبنى التنظيم اختراق الحساب الرسمي لوزير الخارجية البحريني عام 2017

## الأهداف
في مقابلة مع وكالة أنباء شيعة ويفز أفصحت سرايا المختار عن أن أهدافها:
- إيجاد موازنة ردع
- فرض معادلة قوة الشعب بأيدي المقاومة
- الإعداد الحقيقي الواقعي للتمهيد المقدس لظهور الإمام المهدي

## الأسلحة
أعترفت سرايا المختار بامتلاكها أسلحة، عبوات، ألغام وصاروخ محليين الصنع وهم:
- مختار1: سلاح شوزن محلي الصنع
- بتار1
- عاصف: لغم مضاد للأفراد محلي الصنع
- شرف1: صاروخ محلي الصنع
- صياد1: عبوة انشطارية محلية الصنع
- سعير1: عبوة حارقة محلية الصنع

## موقف الحكومة
تعتبر الحكومة البحرينية تنظيم سرايا المختار تنظيم إرهابي إذ قال وزير الداخلية راشد بن عبد الله آل خليفة في مؤتمر صحفي «بدأت التنظيمات والخلايا الإرهابية بالظهور على الساحة المحلية بعد أحداث العام 2011....وقد ظهرت بعد ذلك الكثير من التنظيمات التي تتخذ أسماء مختلفة، وهي سرايا الأشتر، سرايا المقاومة الشعبية، سرايا المختار، طلائع التغيير، وقد تبنت هذه التنظيمات كل العمليات الإرهابية التي تم تنفيذها في البحرين، وتتبنى هذه التنظيمات النهج المسلح وتهدف بشكل رئيسي لإسقاط نظام الحكم، وترتكز إستراتيجية هذه التنظيمات على التدريب لتنفيذ العمليات الإرهابية».

## التصنيف كمنظمة إرهابية
| البلد                    | التاريخ        | مراجع |
| البحرين                  | 8 يوليو 2017   | [ 2 ] |
| السعودية                 | 8 يوليو 2017   | [ 2 ] |
| الإمارات العربية المتحدة | 8 يوليو 2017   | [ 2 ] |
| مصر                      | 8 يوليو 2017   | [ 2 ] |
| المملكة المتحدة          | 22 ديسمبر 2017 | [ 3 ] |
| الولايات المتحدة         | 15 ديسمبر 2020 | [ 4 ] |

## ردود أفعال
إعتبر مدير برنامج ستاين لمكافحة الإرهاب والاستخبارات في معهد واشنطن «ماثيو ليفيت» سرايا المختار تحافظ على حضور قوي على شبكة الإنترنت وهي الفصيلة الشيعية الوحيدة في البحرين التي تتبنى علناً أهدافاً إقليمية وتعتبر النزاع القائم في الجزيرة جزءاً من صراعٍ أكبر مع النظام الملكي السعودي - وهذا ادعاء مهم نظراً للاضطرابات الشيعية الجارية في المنطقة الشرقية المجاورة في المملكة العربية السعودية.
وقال الكاتب فريد أحمد حسن في مقال له بجريدة الوطن إن «الحديث في الأمور العسكرية لا يمكن أن يصدر عن «شوية جهالوه» ومن يهدد باستعمال السلاح أكثر خطورة من الذي يستخدمه!»

## وصلات خارجية
- سرايا المختار على تويتر.